# Záray Jenő
Záray Jenő (Arad, 1881. augusztus 27. – Arad, 1948. április 27.) aradi magyar elbeszélő, közíró.

## Életútja
Aradon érettségizett, majd Budapesten elvégezte a tudományegyetem Filozófia Fakultását (1903); azzal egy időben vívó- és tornatanári képesítést is szerzett, s elvégzett egy tűzoltó tanfolyamot is. Egyetem után rövid ideig újságíró volt az Aradi Közlönynél, majd Pécsre hívták tanárnak. 
1908-tól az első világháború kitöréséig azonban már újra az aradi polgári fiúiskolában magyar nyelv- és irodalom, valamint testnevelés-tanár, ugyanakkor az aradi önkéntes tűzoltók parancsnoka, a Kölcsey Egyesület, a turista egylet, a vadásztársaság és az országos tanáregyesület vezetőségi tagja. A két világháború között Arad tűzrendészeti felügyelője. Számos aradi lapban közölte turisztikai, etnográfiai, történelmi témájú írásait.

## Főbb művei
- Az ezredes leánya és egyéb elbeszélések (Budapest, 1908)
- Aradi útmutató, különös tekintettel az 1909. szeptember hó 9-én tartandó Kossuth-szobor leleplezési ünnepélyére (Arad, 1909)
- Konstantinápoly (Budapest, 1910)
- A tűzrendészet kézikönyve (Arad, 1931)
- Tűzoltósági gyakorlati szabályzatok zsebkönyve, különös tekintettel a román vezényszókra (Arad, é. n.)
- Száz év az emberi élet- és vagyonmentésben. Arad régi tüzei és árvizei 1550–1834. (Arad, 1924)
- A „Corpul Pompierilor Voluntari din Arad” története. 1834–1934 (Arad, 1934)
- Turisták évkönyve. I. (szerk., Arad, 1935–36)
- Arad város és Arad megye turista kalauza (Arad, 1936)
- A természetjárás apostola. Czárán Gyula születésének 90-ik évfordulójára; Lefkovits, Arad, 1937
- A Maros és a Sztrigy völgyében (?)